# 甘肃省经济
甘肃经济指中华人民共和国甘肃省的经济。

## 概况
2020年甘肃省全省GDP达9016.7亿元（人民币），在中国大陆各省市中排名靠后，2020年全省粮食产量1202.2万吨，主要作物为玉米，小麦，薯类等。甘肃经济总体发展在大陆各省市中较为落后。全省没有副省级市，经济特区，自贸试验区，不过有一个国家级新区兰州新区，甘肃经济以发展石油化工，清洁能源，新材料，有色金属加工，装备制造等行业为主。因甘肃的自然地理条件，甘肃在风力，水电，太阳能，地热能等清洁能源产业拥有相当好的发展优势，甘肃酒泉市是中国主要风电生产基地。因此甘肃也是中国“西电东送”项目的电力主要输出地之一。甘肃的芯片生产行业相当发达，是中国大陆的第二大芯片生产省份。甘肃还是中欧铁路的重要交通节点，是中欧班列的发车地之一。